# Tyrophagus lini
Tyrophagus lini är en spindeldjursart som först beskrevs av Oudemans 1924.  Tyrophagus lini ingår i släktet Tyrophagus och familjen Acaridae. Inga underarter finns listade i Catalogue of Life.